# Charles Spence
Charles Spence, född 18 juni 1969, är en brittisk forskare och lärare inom experimentell psykologi. Han är professor vid University of Oxford och undervisar på Somerville College.
Charles Spence forskar om integration av information genom olika sinnen. Han fick Ig Nobelpriset 2008 för "att elektroniskt modifierat ljudet av ett Pringleschip för att få chipsätaren att tro att chipset är frasigare och färskare än det är". Han – och Massimiliano Zampini – publicerade "The Role of Auditory Cues in Modulating the Perceived Crispness and Staleness of Potato Chips" i Journal of Sensory Studies 2004. Experimentet visade att födoämnen kan smaka olika vid olika ljudbilder.